# Synagogue de Kippenheim (1852-1938)

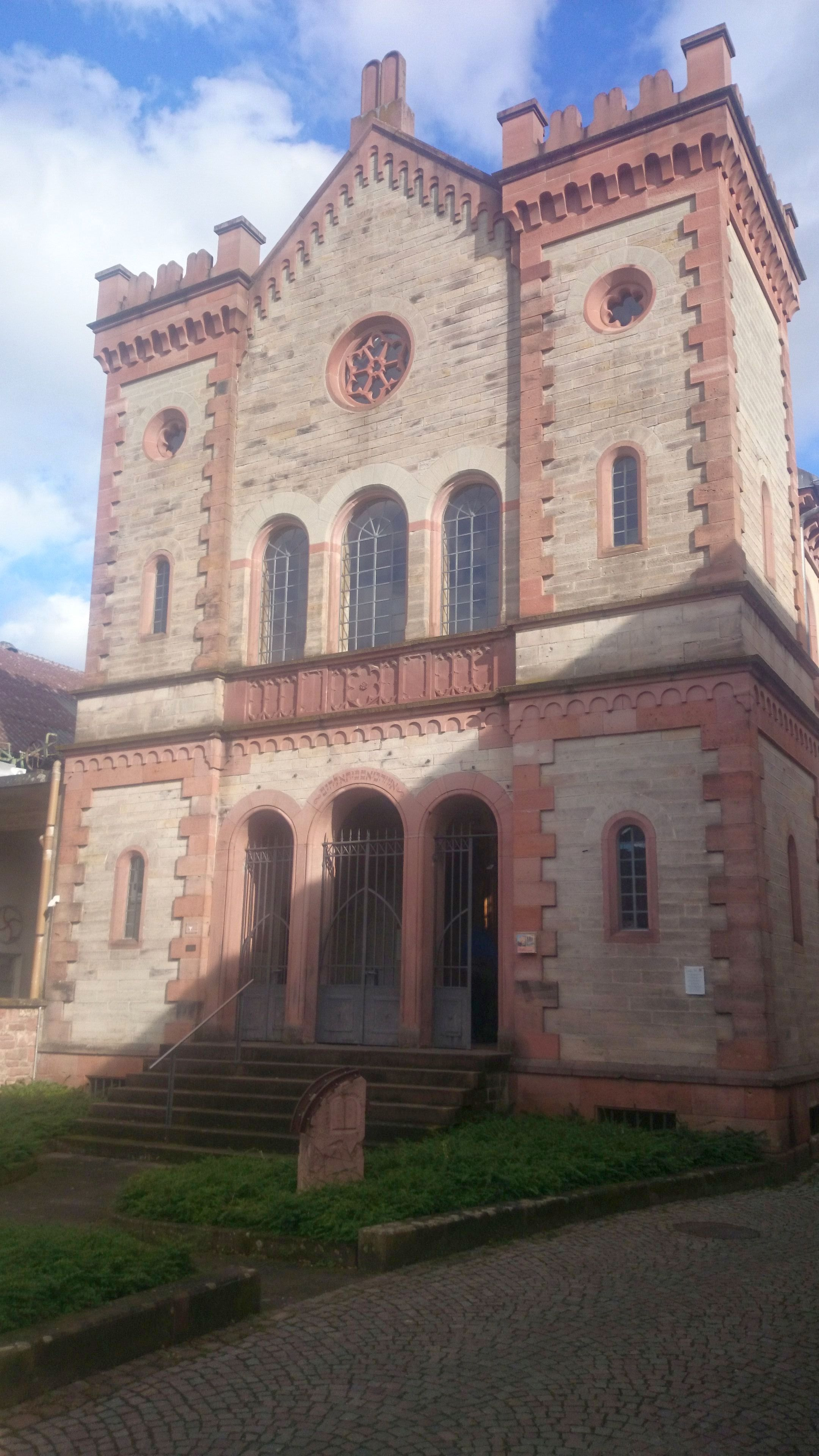
La synagoge dan les années 2020.

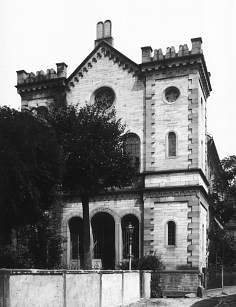
La synagogue dans les années 1930

La synagogue de Kippenheim a été construite en 1852, et a été détruite par les nazis, lors de la nuit de Cristal en 1938. Après la guerre, la ville l'a reconstruite à l'original, comme lieu de mémoire et lieu de rencontres.
Kippenheim est actuellement une ville d'environ 5 000 habitants dans l'arrondissement de l'Ortenau au Bade-Wurtemberg, en Allemagne, au pied des contreforts ouest de la Forêt-Noire. La ville se trouve proche de la frontière française, à mi-distance entre Strasbourg et Colmar. 

## La communauté juive avant la Seconde Guerre mondiale
Jusqu'en 1940, il a existé à Kippenheim, une communauté juive. Son origine remonte au XVIIe siècle, et la première mention d'un Juif nommé Löw dans le village date de 1654. En 1684, on compte quatre familles qui devront abandonner le village en 1689, à l'approche des troupes françaises lors de la guerre de la Ligue d'Augsbourg. De retour après la guerre, on compte sept familles en 1723 et cinq en 1739. 
Au XIXe siècle, la communauté juive de Kippenheim croît rapidement pour atteindre en 1871 un maximum de 323 personnes, soit 16 pour cent de la population totale du bourg. Par la suite, la population juive diminue, principalement en raison d'une forte émigration. Il y a encore 272 Juifs en 1900, mais ils ne sont plus que 144 en 1933.
Depuis 1790, Kippenheim est rattaché au rabbinat de Schmieheim dont le siège sera transféré en 1893 à Offenbourg. Une modeste synagogue est érigée en 1793 et une école élémentaire juive ouvre dans les années 1830. Les familles juives vivent principalement du commerce du bétail, du cuir, de la fourrure, du tissu et des chaussures tout d'abord avec les paysans des villages environnants. Au fur et à mesure, de leur implantation en ville, ils fondent des magasins et prennent une part de plus en plus active dans l'activité de la ville. En 1933, il y a entre autres, dix marchands de bestiaux juifs, deux bouchers, deux peaussiers, un commerce de chaussures, deux affaires textiles, un magasin en gros de tabac, un grossiste en céréales, farine et produits de fourrage, ainsi qu'un grossiste en quincaillerie et matériaux de construction qui fournit toute la région.
Dès 1938, toutes les entreprises juives ont été liquidées, 98 Juifs ont émigré dont 58 vers les États-Unis. Lors de la nuit de cristal, du 9 au 10 novembre 1938, la synagogue est vandalisée, et la plupart des hommes juifs restants sont arrêtés, puis envoyés au camp de concentration de Dachau. Le 22 octobre 1940, 31 Juifs sont déportés au camp de Gurs en France, avant d'être envoyés vers l'est. En tout, au moins 31 Juifs périront dans les camps dont 17 à Auschwitz entre 1942 et 1944.    

## Oratoire et première synagogue
Dans le centre-ville, une ruelle reliant la Friedhofstrasse (rue du cimetière) à la Bergstrasse (rue de la montagne)  porte le nom de Judengässle (ruelle des Juifs). La Judengässle était désignée ironiquement par les Juifs de Kippenheim sous le nom de "Mont Sion". À l'endroit le plus élevé de cette ruelle se trouvait un oratoire ouvert dans les années 1750.Comme le mentionne un document de la communauté israélite en 1849, cet oratoire se situait au premier étage d'un bâtiment au-dessus d'une écurie. Il est alors utilisé par huit familles et continuera à servir comme lieu de prières jusqu'en 1852, avant d'être utilisé comme entrepôt et détruit en 1983. 
En 1794, une petite synagogue est ouverte sur un terrain mitoyen à l'oratoire. C'est un bâtiment modeste à deux niveaux, utilisé par 35 familles juives. Cette synagogue se trouve au 5 de la Friedhofstrasse et restera par la suite la propriété du boucher Abraham Wertheimer jusqu'en 1937. Par décret du 10 octobre 1793, Charles Ier de Bade, margrave de Bade-Durlach offrait gracieusement à la petite communauté juive de Kippenheim, le bois pour la construction de sa charpente.

## Nouvelle synagogue

### Construction
Dès les années 1840, le bâtiment de la petite synagogue est considéré comme trop petit, et la communauté juive pense déjà à la construction d'une synagogue plus importante. À partir de 1842, la communauté s'organise pour récolter des fonds. En 1849, le montant récolté auprès des membres de la communauté s'élève à 4 000 florins.

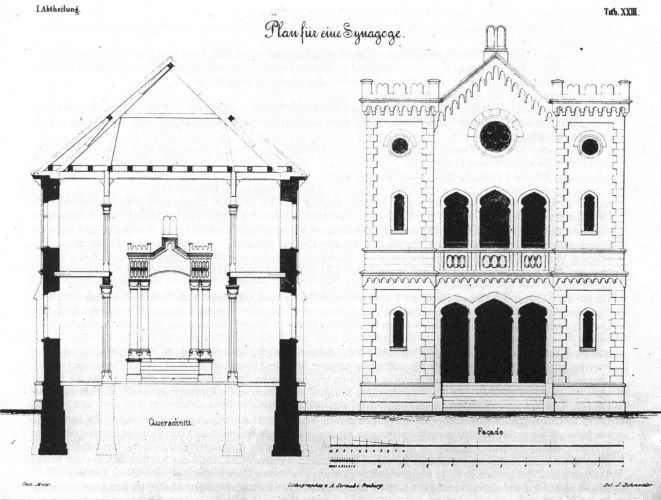
Premiers plans réalisés par l'architecte Schneider: pour des raisons pécuniaires, les ouvertures à arc en fer à cheval ont été remplacées par des arcs en plein cintre

Le 25 avril 1849,  le conseil de la synagogue de Kippenheim et la commission de construction de la synagogue sollicite auprès de l'administration du district, l'autorisation pour la construction d'une nouvelle synagogue, ainsi qu'un emprunt de 3 000 florins. L'architecte de Fribourg-en-Brisgau, Georg Jakob Schneider est chargé de superviser les travaux, après que le Haut-conseil des Israélites de Karlsruhe a fait évaluer et approuver ses plans et son devis par l'architecte de la cour grande ducale, Künzle: « Les plans sont parfaits, et il est à souhaiter que la mise en œuvre soit aussi bien conduite. »  Début 1850, la communauté reçoit toutes les autorisations pour démarrer les travaux. .
Le 18 mars 1850, un appel d'offres pour la construction de la synagogue est passé dans différents journaux. Le marché est remporté en totalité par le maître maçon Landelin Tränkle de Grafenhausen pour la somme de 7 370 florins, légèrement supérieure à ce qui avait été estimé. Les travaux commencent aussitôt et en octobre, le gros œuvre est terminé. 
L'inauguration de la synagogue a lieu le 23 et 24 janvier 1852, par une grande fête organisée par la communauté. Le premier office se déroule le vendredi 23 janvier, et le samedi soir un grand bal a lieu dans les auberges Zum Rindfuss (Au Pied de Bœuf) et Zum Anker (A l'Ancre) de Kippenheim.

### Description
D'après Franz-Josef Ziwes, le bâtiment fait 18,41 mètres de long par 10,63 mètres de large et 12,32 mètres de haut. L'ensemble donne une impression de style roman. La façade se compose d'une partie centrale avec un pignon triangulaire surmonté des Tables de la Loi, entourée de deux tours couronnées de créneaux. L'architecte s'est inspiré de la synagogue de Cassel de l'architecte Albert Rosengarten, terminée en 1839.
Au centre, trois ouvertures à arc en plein cintre, dont la centrale est légèrement plus élevée et porte l'inscription en hébreu: Ceci n'est rien d'autre qu'une maison de Dieu, forment le portail d'entrée et permettent d'accéder dans un petit vestibule. Un bandeau double ornemental court sur la façade pour marquer la séparation entre le rez-de-chaussée et le premier étage, correspondant à la galerie des femmes. Au premier étage, trois fenêtres à arc en plein cintre reproduisent les trois ouvertures du portail. Au-dessus des fenêtres, une petite rosace souligne le fronton triangulaire terminé sur ses deux côtés pentus, par une frise d'arceaux. L'architecte avait initialement prévu que les trois portes d'entrée et les fenêtres du premier étage soient à arc en fer à cheval, mais des considérations pécuniaires lui ont imposé des arcs en plein cintre.
Les tours, des deux côtés, renferment un escalier en colimaçon, permettant d'accéder à la galerie réservée aux femmes. Les tours sont percées d'une fenêtre étroite et à arc en plein cintre au rez-de-chaussée, d'une autre fenêtre identique au premier étage, et d'une petite rosace, située à la hauteur de la rosace centrale. Au-dessus de la corniche avec frise d'arceaux, les merlons doubles de forme arrondie, rappellent les Tables de la Loi.
La façade est blanche, tandis que les éléments de décoration, frises, merlons et briques de refend sont en grès rouge. 

### Fonctionnement de la synagogue
Le journal du judaïsme, rapporte en 1899, que la synagogue et sa chorale ont organisé une fête du chant et ont invité toutes les chorales synagogales du grand-duché de Bade, dont celle de Fribourg-en-Brisgau, de Bühl, d'Offenbourg, d'Emmendingen, d'Eichstetten, de Lörrach, de Constance et de Gailingen, réunies dans une association fondée en 1897.

Chaque chorale chanta d'abord séparément puis ensemble sous la direction du chef de chorale Eichenbaum. La fête se termina par l'œuvre du chantre Samuel Welsch Le Seigneur est Roi, interprétée par 120 chanteurs.
En 1911, l'intérieur de la synagogue fait l'objet d'une rénovation importante. Une plaque commémorative est apposée pour rappeler ces travaux.

### La période nazie et la guerre
Lors de la nuit de Cristal, du 9 au 10 novembre 1938, la synagogue est pillée et saccagée par les élèves de l'école de formation des Jeunesses hitlériennes de Lahr, ville située à sept kilomètres au nord de Kippenheim. Les vitraux et les lustres sont brisés, les rouleaux de Tora sont brûlés et de nombreux objets de valeur tels que des chandeliers en argent sont volés. Le reste est jeté dans la rue. Un engin incendiaire lancé dans le bâtiment est éteint rapidement car les voisins craignent que le feu ne se transmette à leurs remises. Quelques jours plus tard, à la demande du chef de district Burk, les Tables de la Loi qui couronnaient la synagogue sont abattues. Pour ce fait, Burk sera condamné après la guerre à un mois de prison.
Pendant la Seconde Guerre mondiale, la synagogue ainsi que le local d'habitation des professeurs et du ministre du culte, sont utilisés pour héberger des prisonniers de guerre français. Ceux-ci vont détruire une partie du sol de la synagogue, la charpente et la galerie en bois pour chauffer leur logement.   

## Après la Seconde Guerre mondiale
Après 1945, le bâtiment est restitué au service du patrimoine du JRSO (Jewish Restitution Successor Organization). En décembre 1950, le bâtiment est vendu à des particuliers pour la somme de 10 000 marks et transformé en atelier. En juin 1956, la coopérative Raiffeisen locale rachète le bâtiment pour la somme de 6 000 marks pour en faire un entrepôt de stockage. En 1957, les faîtes des deux tours d'angle sont démolis et un quai de livraison est construit devant la façade.  
Dès 1962, la sous-préfecture recommande à la ville de Kippenheim de racheter le bâtiment afin d'en faire une bibliothèque. La municipalité nomme alors une commission chargée de résoudre le "problème de la synagogue". En 1977, l'office des monuments met son veto à une modification prévue par la coopérative Raiffeisen et en juin 1977, le conseil municipal soumet une proposition d'achat du bâtiment à la coopérative. Après trois ans de négociations, l'achat se fait pour la somme de 200 000 marks. Le bâtiment de l'ancienne synagogue est alors élevé au rang de "monument culturel d'importance nationale". C'est le troisième monument d'importance national du Bade-Wurtemberg, avec la cathédrale d'Ulm et celle de Fribourg.
En 1986-1987, le bâtiment subit une restauration importante, l'extérieur est remis dans son état d'origine et l'intérieur est préservé en l'état. En 1998, une plaque commémorative à la mémoire des habitants juifs de Kippenheim assassinés par les nazis est apposée sur les murs de l'ancienne synagogue. Après un vaste réaménagement intérieur en 2002-2003, la synagogue devient en septembre 2003, un lieu de mémoire, de rencontre et d'étude pour la région de Bade-du-Centre.